# 라틴어구 목록 (D)
자주 사용하는 라틴어구에 대한 목록이다.
| 라틴어구                                         | 번역                                                               | 비고 |  |
| ------------------------------------------------ | ------------------------------------------------------------------ | --- |  |
| da Deus fortunae                                 | 신은 행운을 주신다.                                                | 체코 양조자들의 전통적인 인사이다. |  |
| da mihi factum, dabo tibi ius                    | 사실을 주라, 그러면 나는 법을 주겠다.                              | da mihi facta, dabo tibi ius (복수 'facta' (facts), 단수 'factum')라고도 씀. 소송의 쌍방이 사실을 제시하면 판사는 판결을 한다는 로마 법의 법률원리. "법정은 법을 안다(iura novit curia)."와 관련된다.                                                   |  |
| damnant quod non intellegunt                     | 그들은 이해하지 못하는 것들을 정죄한다.                            | De Institutione Oratoria의 10권, 1장, 26에 나오는 퀸틸리아누스의 주해. - 그러나 많은 사건의 경우에서처럼 학생들은 선례의 장점에 근거하여 주저하며 판결한다. (John Selby Watson 목사의 번역)                                                             |  |
| damnatio ad bestias                              | 짐승들에게 정죄를                                                  | 구어체로는 '사자들에게 던져진'. |  |
| damnatio memoriae                                | 기록말살형                                                         | 고대 로마의 관습으로, 모든 기록이나 외관상 닮은 것들을 제거함으로써, 존재하지 않게 하는 것이다. |  |
| damnum absque injuria                            | 위법없는 피해                                                      | 그 어느 누구의 잘못이 아님에도 손해를 봄, 로마법에서는 사람들은 법적 행위로부터 다른 사람에게 의도성이 없이 결과적으로 피해를 준 것에 대해서는 책임을 지지 않는다. 이 보호는 자신의 무지와 어리석에 의해서 발생한 비의도적 손해에는 적용이 되지 않는다. |  |
| dat deus incrementum or deus dat incrementum     | 하나님이 키워주신다                                                | 일부 학교들의 모토. |  |
| data venia                                       | 존경의 마음을 가지고 실례하지만                                    | 다른 이들과 의견이 일치하지 않을 때 사용된다 |  |
| datum perficiemus munus                          | 우리는 맡은 임무를 성취할 것이다.                                  | 브라질 리우데네자이루의 특수공작대원 (Batalhão de Operações Policiais Especiais, BOPE) |  |
| de bene esse                                     | 잠정적으로 유효한                                                  | 법률에서 de bene esse는 법정이나 반대심문에 출석하지 않을 것이라고 예상되는 증인의 증언을 보존할 때 사용된다. |  |
| de bonis asportatis                              | 물건을 가져가 버리다                                               | 법률에서 de bonis asportatis는 절도죄, 즉 불법으로 동산 (움직일 수 있는 물건)을 훔치는 행위에 해당하는 전통적 명칭이다. |  |
| decessit sine prole                              | 자식을 두지 못하고 죽다                                            | 자식이 없이 죽은 사람을 나타낼 때 보계(譜系)에서 사용되며, 보통 d.s.p라고 줄여서 쓴다. |  |
| decessit sine prole legitima                     | 적자를 두지 못하고 죽다                                            | 약어로 DSPL로 표시하는데 배우자와 함께 어떤 자녀도 갖지못하고 죽은 사람 |  |
| decessit sine prole mascula superstite           | 살아있는 아들을 두지 못하고 죽다                                   | 족보기록에 약어로 DSPM로 표기하는데 생존하거나 자기보다 더 오래산 남자아이들이 없는 사람에게 사용한다. |  |
| decessit sine prole mascula legitima             | 적자를 두지 못하고 죽다                                            | 귀죽이나 다른 세습적 명칭의 경우의 족보기록에서 약어로 DSPML 혹은 DSPN legit로 표기하는데 어떤 합법적인 남자 아이가 없이 죽은 사람 |  |
| decessit sine prole superstite                   | 살아있는 자식 없이 죽다                                            | 족복기록에서 DSPS로 표기하는데 생존하거나 자신보다 더 오래산 자녀가 없이 사망한 사람 |  |
| decessit vita matris                             | 어머니 생전에 죽다                                                 | 족보기록에서 DVM으로 표기하는데 어머니보다 먼저 사망한 사람 |  |
| decessit vita patris                             | 아버지 생전에 죽다                                                 | 족보기록에서 DVP로 표기하는데 그의 아버지보다 먼저 사망한 사람 |  |
| decus et tutamen                                 | 장식과 보호                                                        | 베르길리우스의 아이네이스에 나오는 구절. 영국의 1파운드 동전의 비문. 17세기 당시에 새겨진 것으로, 동전의 금속이 훼손되는 것을 막기 위해, 동전의 바깥 부분에 새겼다.                                                                                     |  |
| de dato                                          | 날짜                                                               | 날짜의 약어로 사용 |  |
| de facto                                         | 사실자체                                                           | 사실의 실제적 상태이며 사실을 설명하는 공식적인 설명과 대조된다. |  |
| de praescientia Dei                              | 하나님이 예정에서 볼때                                             | 런던 이발사 조합의 모토 |  |
| defendit numerus                                 | 숫자적으로 안심함                                                  | 많은 수의 사람들이 함께할 때 안전함을 느낀다 |  |
| de fideli                                        | 신실함으로                                                         | 재판서기는 법정의 종으로서 신실하게 자신의 의무를 수행하기 위한 약속으로 선언할 때 이 선언함 |  |
| de fideli administratione                        | 신실한 사무관으로                                                  | 법정 보고자들이 직업의 임무를 신실하게 사무을 한다는 서약 |  |
| de futuro                                        | 미래에 대하여                                                      | 미래 시간에 상황에서 사용되는 경우에 |  |
| de gustibus non est disputandum                  | 취향에 관하여 다툴 것은 없다                                       | 맛이니 색깔에 대하여 논쟁할 때 더 이상 논쟁이 필요없다고 할 때 사용하는 용어로 객관적인 판단보다는 개인적으로 판단이기 때문에 맛에 대하여 설명할 필요가 없다고 더 이상 글을 삼가는 것이다. 스콜라철학의 기원 Wiktionary.                                |  |
| Dei Gratia Regina                                | 신, 여왕의 은총으로                                                | Dei Gratia Rex (신, 왕의 은총으로서) 함께 사용됨. 약어로 D G REG, 영국 파운드 주화와 캐나다 주화에 사용됨. |  |
| de integro                                       | 다시, 2회째                                                        | |  |
| de jure                                          | 법에 의한                                                          | 사실 자체가 아닌 법으로, 권리로, 합법적으로. |  |
| de lege ferenda                                  | 통과될 법으로부터                                                  | 현행법의 개선이나 새로운 법의 제정에 대한 제안이나 논의를 할 때 사용 |  |
| de lege lata                                     | 통과된 법으로부터/강제적인 법으로부터                              | 현행법의 해석이나 적용에 대해 논할 때 사용 |  |
| de minimis non curat lex                         | 법은 작은 것들을 신경쓰지 않는다.                                  | 법정은 작은 것에 신경쓰지 않고 사건이 중요해야 듣는다. |  |
| de minimis non curat praetor                     | 대법원장은 작은 것들을 신경쓰지 않는다.                            | 대법원장은 작은 사소한 것들에 관심을 두지 않는다. 사소한 사건은 높은 관리에게 관심이 되지 못한다. 예를 들어 독수리는 파리를 잡지 않는다. 왕이나 법이 재판장을 대신하여 사용된다. 주목받지 못한 사소한 법적 구절이다.                                    |  |
| de mortuis aut bene aut nihil                    | 죽은 자에 대해 좋게 말하든가 말하지말든가                          | 죽은 자에 대하여 좋게 말을 하던지 아니면 아예 말을 아끼라는 것 |  |
| de mortuis nil nisi bonum                        | 죽은 자에 대해, 좋은 것만 말하라                                   | 죽은 자에 대해서는 오직 좋은 것들만 말하라. 최근에 사망한 자를 비판하지 말라는 금기이다. |  |
| de nobis fabula narratur                         | 그 이야기는 우리에 대한 것                                         | 그들의 이야기는 우리의 이야기이다. 로마의 마지막 통치기간에 관련된다. 어떤 현재의 상황을 과거의 이야기와 사건과 비교할 때 자주 사용되는 말이다. |  |
| de novo                                          | 새로운 것에서 부터                                                 | 법에서는 사건을 새로한다라는 의미이다, 생물학에서는 새로운 종합을 의미하는데 돌연변이를 말한다. 경제학에서는 새로운 회사나 5년 미만에 시작한 주의 은행들을 의미한다.                                                                                    |  |
| de omni re scibili et quibusdam aliis            | 알 수 있는 모든 것에서 그리고 확실한 것들에 대해서                 | 이탈리아 학자 조반니 피코 델라 미란돌라가 사용한 말로서 모든 알 수 있는 것들에 관하여 그리고 분명한 다른 것들에 관하여 쓴 말이다. |  |
| de omnibus dubitandum                            | 모든 것을 의심해라                                                 | 프랑스 철학자 르네 데카르트가 한 말. 칼 마르크스가 선호하는 모토이기도 하고 De Omnibus Dubitandum Est라는 이름의 쇠렌 키르케고르의 저서 제목이기도 하다.                                                                                                |  |
| de oppresso liber                                | 억압으로의 해방                                                    | 가벼운 해석으로는 "억압된 것으로부터 해방". 미국 육군 특전부대의 모토이다. |  |
| de profundis                                     | 깊은 구렁 속에서                                                   | 불가타 성경 시편 130편에 나오는 구절로 깊은 비참과 신음으로부터를 의미한다. "여호와여 내가 깊은 곳에서 주께 부르짖었나이다." |  |
| de re                                            | 사건에 대하여/사건과 관련하여                                      | 논리적으로 볼때 제시된 진리에 관한 진술들은(de dicto)은 사실 자체의 성격에 관한 진술과 구별된다. |  |
| Defensor Fortis                                  | 강인한 수호자                                                      | 미공군 치안 경비대의 공식 모토. |  |
| Dei gratia                                       | 신의 은총으로                                                      | 신성한 권리에 의해 통치하는 것을 역사적으로 인정하는 1521년 이후 잉글랜드와 영국 군주들의 표현 |  |
| Dei sub numine viget                             | 신의 전능 아래, 번영한다                                           | 미국 뉴저지주 프린스턴 프린스턴 대학교 모토. |  |
| delectatio morosa                                | 헛된 쾌락                                                          | 가톨릭 신학에서는 성적 상상을 발산함으로써 죄악된 사상과 상상력으로부터 얻어진 쾌락이다. |  |
| delegata potestas non potest delegari            | 부여된 힘은 [더욱] 부여될 수 없다.                                 | 어떤 권력이 부여된 사람에게 또 다른 권력을 부여할 수 없다는 법률적 원리이다. 이미 부여된 권력과 추가로 부여되는 권력사이에 구분이 있다. |  |
| delirant isti Romani                             | 이들은 미쳤다, 이 로마인들[!]                                      | 프랑스어 ils sont fous, ces romains!이나 이탈리아어 Sono pazzi questi Romani를 르네 고시니가 라틴어 구절로 번역한 것. 《아스테릭스》에서 오벨릭스가 자주 사용한다                                                                                       |  |
| Deo ac veritati                                  | 신과 신앙을 위해                                                   | 콜게이트 대학교 모토. |  |
| Deo confidimus                                   | 우리는 신을 신뢰한다                                               | 서머싯 대학교 모토. |  |
| Deo domuique                                     | 신과 고향을 위해                                                   | 멜버른 감리 여자대학교 모토. |  |
| Deo et patriae                                   | 신과 조국을 위해                                                   | 미국 뉴욕주 뉴욕시 리지스 고등학교 모토. |  |
| Deo gratias                                      | 신에게 감사합니다                                                  | 로마 가톨릭교회 전례에서 자주 사용하는 구절이며, 암송을 하고난 후에 미사의 [[최종 복음]이나 나는 그대를 보냅니다 / 주님을 찬미합니다에 대한 대답으로 사용한다.                                                                                          |  |
| Deo juvante                                      | 신의 도움으로                                                      | 모나코와 모나코 왕실의 모토로, 왕실 문장에 새겨져 있다. |  |
| Deo non fortuna                                  | 행운이 아닌, 신에 의해서                                           | 잉글랜드 서리주 엡섬 대학교 모토. |  |
| Deo optimo maximo (DOM)                          | 신에게 최고, 최선을 다하라                                         | 이교 Iupiter optimo maximo ("최고이자 전능한 유피테르에게")에서 유래. Bénédictine liqueur 병에 새겨짐. |  |
| Deo patriae litteris                             | 신, 조국, 배움을 위해                                              | 스카치 대학교 (멜버른)의 모토. |  |
| Deo volente                                      | 신의 뜻대로                                                        | 주로 편지의 마지막에 싸인을 하면서 사용된다. 신의 뜻대로는 편지에서 상대방의 안전을 기원하며, 또한 이편지의 내용은 참되다는 의미를 담고있다. 약어로 D.V.를 쓴다. 써던 일리노이드 대학교 (카본데일)의 모토이다.                                          |  |
| descensus in cuniculi cavum                      | 토끼굴 속으로 하강                                                 | 토끼굴 아래로 내려가기. |  |
| desiderantes meliorem patriam                    | 그들은 항상 나은 땅을 바란다                                       | 히브리서 11: 16. 캐나다 법령의 모토 |  |
| Deus Caritas Est                                 | 신은 사랑이다                                                      | 교황 베네딕토 16세의 첫 회칙에서의 제목이자 말이다. 다른 의미로는 Deus caritas est (동음이의) 보기. |  |
| deus ex machina                                  | 기계 장치로 내려온 신                                              | 그리스어 ἀπὸ μηχανῆς θεός (아포 메카네스 테오스)에서 유래. 문학적 줄거리를 부자연스럽거나 인위적으로 해결하는 것. 그리스 희곡에서 긴장감속에서 신이나 여신이 내려오면서 연기를 하는 장치                                                                |  |
| Deus lux mea est                                 | 신은 나의 빛이요                                                   | 미국 가톨릭 대학교의 모토. |  |
| Deus meumque jus                                 | 신과 나의 정의                                                     | 스코클랜드 프리메이슨 의례 중요 모토. Dieu et mon droit 같이 보기. |  |
| Deus nobis haec otia fecit                       | 신은 우리에게 이런 축복의 시간을 주셨네                            | 잉글랜드 리버풀시의 모토. |  |
| Deus otiosus                                     | 한가한 신                                                          | |  |
| Deus spes nostra                                 | 신은 우리의 희망                                                   | 보텔레 문접 학교를 설립한 토마스 데 보텔레의 모토 |  |
| Deus vult                                        | 주의 뜻이다                                                        | 십자군 전쟁의 핵심 슬로건. 미국 뉴저지주의 버건 가톨릭 고등학교의 모토. |  |
| dictatum erat (dict)                             | 이전에 말했듯이                                                    | 문자적으로 이미 말했던 것을 의미한다. |  |
| dicto simpliciter                                | 단순함의 격언으로부터                                              | 예외없는 규칙으로부터를 의미한다. 이 말은 허용될수 있는 예외가 무시되고 제거될 때 사용된다. |  |
| dictum factum                                    | 무엇을 말하든 이루어진다                                           | 미해군 VF-194 전투기대대 모토. |  |
| dictum meum pactum                               | 나의 말[이] 채권[이다]                                             | 런던 증권거래소의 모토. |  |
| diem perdidi                                     | 나는 하루를 낭비했다                                               | 로마 황제 티투스가 한 말. 열두 명의 카이사르에서 수에토니우스가 쓴 티투스의 전기에 기록됨. |  |
| Dies irae                                        | 분노의 날                                                          | 기독교에서 심판의 날을 뜻함. 13세기 톰마소 다 첼라노의 유명한 중세 라틴어 찬송가의 제목으로써, 위령미사에 사용. |  |
| dies non juridicum                               | 사법부 없는 날                                                     | 일반 법이 없는 날들 (전통적으로 일요일)로 법적 절차와 법적 판단이 무효임을 말한다. 찰스 2세때 영국의회에서 처음으로 이 말을 만들었다. |  |
| dirigo                                           | 나는 지도한다                                                      | 고전 라틴어에서는 "나는 처리한다". 폴라리스 행성에 비유한 것을 기반으로 하는 미국 메인주의 모토. |  |
| dis aliter visum                                 | 신에게 그렇게 보이지 않는다                                        | 다시 말하자면, 신은 필멸자들과는 다른 생각을 갖고 있으므로, 일이 사람들이 바라던대로 항상 이뤄지지 않는다. 베르길리우스가 아이네이스, 2: 428에서 언급. "인간이 계획하고, 신이 바꾼다."라고도 말해진다.                                                  |  |
| dis manibus sacrum (D.M.S.)                      | 유령의 신에게 받쳐진                                               | 즉 로마의 죽은 자들의 신, 마네스를 나타낸다. |  |
| disce aut discede                                | 배우거나 떠나거나                                                  | 콜롬보 로열 컬리지의 모토. |  |
| disce ut semper victurus, vive ut cras moriturus | 살아있는 동안 배워라, 내일 죽을 수 있다고 생각하고 살아라.         | 성 아빙돈의 이드문가 사용함, Isidoro de Sevilla에서 처음으로 나타난다. |  |
| discendo discimus                                | 가르치는 동안 우린 배운다                                          | |  |
| discere faciendo                                 | 행동에 의한 배움                                                   | 캘리포니 폴리텍 주립 대학교으 모토 |  |
| disiecta membra                                  | 유물의 파편                                                        | 즉, "흩어진 것들". 호레스의 풍자. |  |
| ditat Deus                                       | 신이 풍요롭게 한다                                                 | 1911년에 채택된, 미국 애리조나주의 모토. 불가타 성경의 창세기 14: 23에서 유래한 것으로 추정. |  |
| divide et impera                                 | 나누고 지배하라 / "나누고 정복하라"                                | 로마의 집정관 율리우스 카이사르, 프랑스의 왕 루이 11세, 이탈리아 정치작가 니콜로 마키아벨리가 채택한 로마의 격언. |  |
| dixi                                             | 나는 말했다                                                        | 대중 웅변가들이 말의 끝에 강조하는 것으로 자신 말했다는 것으로 논쟁이 끝났다고 말하는 것을 의미한다. |  |
| ["...", ...] dixit                               | ["...", ...] 말한 대로                                             | 스피거보다는 저자의 말과 의견에 따른다는 것 |  |
| do ut des                                        | 너가 주는 것을 내가 너에게 준다                                    | 말이나 문자로 희생을 말할 때 사용한다. 준다면 신들로부터 보상을 받는다는 것이다. |  |
| docendo discitur                                 | 가르치며 배운다 / 가르치며 배우는 것                               | 루키우스 안나이우스 세네카가 한 말. |  |
| docendo disco, scribendo cogito                  | 나는 가르치며 배우고, 나는 쓰면서 생각한다                         | |  |
| dolus specialis                                  | 특별한 의도                                                        | 이 개념은 일반 시민 법적 체계에 특별한것을 의미한다. 일반 법적 체계의 특별한 개념과 같지않다. 상황속에서 특별함은 공통적이다. |  |
| Domine dirige nos                                | 주께서 우리를 인도하신다                                           | 잉글랜드 런던시의 모토. |  |
| Domine salvam fac reginam                        | 주여, 여왕을 보호하소서                                            | |  |
| Domine salvum fac regem                          | 주여. 왕을 보호하소서                                              | |  |
| Dominica in albis [depositis]                    | 부활절후 첫 주일날                                                 | 로마 가톨릭교회 전례에서 부활절 다음의 첫 일요일의 명칭이다. |  |
| Dominus illuminatio mea                          | 주는 나의 빛이요                                                   | 잉글랜드 옥스퍼드 대학교의 모토. |  |
| Dominus fortitudo nostra                         | 주는 우리의 힘                                                     | 필리핀 사우스랜드 컬리지의 모토. |  |
| Dominus pastor                                   | 주는 [우리의] 목자                                                 | 짐바브웨 하라레에 있는 세인트존스 대학교와 세인트존스 예비학교의 모토. |  |
| Dominus vobiscum                                 | 주께서 당신과 함께하길.                                            | 로마 가톨릭교회 예배의식에 사용되는데 설교나 모임에서 회원들에게 문안인사하는 것 |  |
| dona nobis pacem                                 | 저희에게 평화를 주소서                                             | 음악에서 미사 기도에서 하나님의 어린양이라는 마지막 구절에서 이 말이 사용된다. |  |
| donatio mortis causa                             | 사후 시에 증여                                                     | 임박하게 죽어가는 사람이 유언 증언을 효과있게 하기 위해서 여러 고려사항이 불필요한 법적 개념 |  |
| draco dormiens nunquam titillandus               | 잠자는 용을 절대 간지럽히지 마라                                   | 해리 포터 시리즈에 나오는 가상의 마법사 학교 호그와트의 모토 |  |
| dramatis personae                                | 연극 속에 등장인물등                                               | 드라마의 마스트들 |  |
| duae tabulae rasae in quibus nihil scriptum est  | 아무런 글씨가 없는 두개 빈 석판                                    | 스탄 라우렐, 사막의 자식들의 팬 클럽 모토 |  |
| ducimus                                          | 우리는 이끈다                                                      | 왕립 캐나다 보병대 모토. |  |
| ducit amor patriae                               | 조국에 대한 사랑이 나를 이끈다                                     | 오스트레일리아 파노스퀸스랜드 연대 제51대대 모토. |  |
| ducunt volentem fata, nolentem trahunt           | 운명은 의지가 있는 자들을 이끌어가고, 의지가 없는 자들은 끌고 간다 | 루키우스 안나이우스 세네카가 한 말 (Sen. Ep. 107.11). |  |
| ductus exemplo                                   | 모범에 의한 지도                                                   | 미국 버지니아주 콴티코에 있는 미해병대 장교 후보생 학교의 모토. |  |
| dulce bellum inexpertis                          | 전쟁은 경험하지 못한 자에게나 달콤하다                             | 전쟁은 참여하지 못한자들에게 즐겁지만 경험자들은 더 잘 알고있다. 로틀담의 에라스무스 |  |
| dulce est desipere in loco                       | 광대놀이에서의 달콤함, 잠시 휴식에서의 기쁨이다.                   | 호레스의 Odes 4, 12, 28. |  |
| dulce et decorum est pro patria mori             | 조국을 위해 죽는 것은 달콤하고 명예롭다.                           | 호라티우스, 시 3, 2, 13. |  |
| dulce et utile                                   | 달고 유용한 것 / 즐겁고 유익한                                     | 호라티우스, 시학 |  |
| dulce periculum                                  | 위험은 달콤하다                                                    | 호라티우스, 시, 3 25, 16. 스코틀랜드 매콜리 씨족 모토. |  |
| dulcius ex asperis                               | 어려움 뒤가 더욱 달다                                              | 스코틀랜드 퍼거슨 씨족 모토 |  |
| dum cresco spero                                 | 자라면서 희망을 갖는다.                                            | 라벤스보네 스콜의 모토 |  |
| dum Roma deliberat Saguntum perit                | 로마가 논쟁하는 동안, 사군툼은 위험에 처한다                       | 누군가가 긴급한 도움을 청했지만, 즉각적인 행동을 취할 수 없을 때 사용한다. 유사한 표현으로 Hannibal ante portas이 있지만, 덜 사적인 위험을 나타낸다. |  |
| dum spiro spero                                  | 숨 쉬는 한 나는 희망한다                                           | 키케로. 사우스캐롤라이나주의 모토. 맥레넌 씨족의 모토. |  |
| dum vita est, spes est                           | 생명이 있는 한, 희망도 있다                                        | |  |
| dum vivimus servimus                             | 우리가 살아있는 한, 우리는 섬긴다                                  | 장로교 대학교 모토. |  |
| dum vivimus, vivamus                             | 살아있는 동안, 우리는 산다                                         | 생을 보듬는 용기. |  |
| dura lex sed lex                                 | 법, [은] 가혹하더라도, 법[이다]                                    | 3세기 로마의 법학자 울피아누스, Digesta Iustiniani |  |
| dura mater                                       | 강한 어머니                                                        | 어머니의 강함을 묘사한다. |  |
| durante bene placito                             | 즐거운 동안에                                                      | 지정된 권위나 사무관의 즐거운 봉사를 의미한다. |  |
| durante munere                                   | 재임 중에                                                          | 캐나다 총독은 캐나다 법의 총 책임자이며 대장이다. |  |
| dux bellorum                                     | 전쟁 지도자                                                        | 전쟁에서 지도자를 말함 |  |
| initium sapientiae timor Domini                  | 군주의 두려움이 현명함의 시작이다.                                 | 시편의 인용. 스코틀랜드 에버딘 대학교 모토. |  |